# Єґлья
Єґлья (пол. Jeglia) — село в Польщі, у гміні Рибно Дзялдовського повіту Вармінсько-Мазурського воєводства.
Населення — 310 осіб (2011).

## Демографія
Демографічна структура станом на 31 березня 2011 року:
|          | Загалом | Допрацездатний вік | Працездатний вік | Постпрацездатний вік |
| -------- | ------- | ------------------ | ---------------- | -------------------- |
| Чоловіки | 161     | 44                 | 103              | 14                   |
| Жінки    | 149     | 37                 | 80               | 32                   |
| Разом    | 310     | 81                 | 183              | 46                   |